# Mirian Patiño
Mirian Lucila Patiño Arce (28 de marzo de 1990) es una voleibolista peruana que juega como líbero. Es internacional con la selección femenina de voleibol del Perú.
En el 2017 fue elegida mejor líbero y recepción en la Copa Panamericana Perú 2017.
Fue campeona con Regatas Lima del periodo 2016–2017 de la liga de voleibol y premiada como mejor líbero.

## Clubes
| Club                      | País | Año         |
| ------------------------- | ---- | ----------- |
| Túpac Amaru               | Perú | 2009 - 2012 |
| Universidad César Vallejo | Perú | 2013 - 2015 |
| Regatas Lima              | Perú | 2015 - 2024 |
| Universitario de Deportes | Perú | 2024 -      |